# Susanne K. Langer
Susanne Katherina Langer, nata Knauth (Manhattan, 20 dicembre 1895 – Old Lyme, 17 luglio 1985) è stata una filosofa statunitense. È nota soprattutto per la sua opera principale, Philosophy in a New Key: A Study in the Symbolism of Reason, Rite and Art, pubblicata nel 1942.

## Biografia
Ha studiato al Radcliffe College e ha poi proseguito gli studi di filosofia alla Harvard University, dove ha conseguito il dottorato di ricerca nel 1926.
Nel 1942 ha pubblicato Philosophy in a New Key che nel tempo ha venduto più di cinquecentomila copie, e che ha contribuito a farla ritenere una delle principali filosofe del XX secolo.
Dopo essersi trasferita a New York, Langer ha insegnato filosofia alla Columbia University dal 1945 al 1950, e poi al Connecticut College dal 1954 al 1962, tra l'altro.
Nel 1960 è stata eletta presidente dell'American American Academy of Arts and Sciences.

## Filosofia
Langer ha sviluppato una teoria della conoscenza che metteva in risalto l'importanza dei simboli, della loro funzione e dell'esperienza estetica nel processo della conoscenza umana e si concentrava sulla relazione tra arte, linguaggio e pensiero simbolico. In particolare, Langer ha sottolineato l'importanza dell'arte come forma di espressione simbolica, sostenendo che l'arte ha la capacità di esprimere ciò che non può essere espresso attraverso altri mezzi, come la razionalità o la scienza.

## Opere
- The Cruise of the Little Dipper, and Other Fairy Tales, Norcross, 1923
- The Practice of Philosophy, Holt, 1930
- An Introduction to Symbolic Logic, Allen and Unwin, 1937, ISBN 978-0-486-60164-9
- Philosophy in a New Key: A Study in the Symbolism of Reason, Rite, and Art, Harvard University Press, 1942, ISBN 978-0-674-66503-3
- Feeling and form: a theory of art developed form Philosophy in a New Key, Scribner,1953
  - Sentimento e forma, Feltrinelli, 1975, ISBN 978-88-07-85058-5.
- Problems of Art: Ten Philosophical Lectures, Scribner, 1957, ISBN 978-0-684-15346-9
- Philosophical Sketches, Johns Hopkins Press, 1962), ISBN 978-1-4351-0763-2
- Mind: An Essay on Human Feeling, The Johns Hopkins University Press, 3 voll. 1967, 1972, 1982